# Morze (powiat siemiatycki)
Morze – wieś w Polsce położona w województwie podlaskim, w powiecie siemiatyckim, w gminie Grodzisk.
| SIMC    | Nazwa        | Rodzaj    |
| ------- | ------------ | --------- |
| 1012206 | Duża Stronka | część wsi |
| 1012258 | Mała Stronka | część wsi |

W latach 1975–1998 miejscowość należała administracyjnie do województwa białostockiego.
Wierni Kościoła rzymskokatolickiego należą do parafii Narodzenia Najświętszej Maryi Panny w Ostrożanach.